# Hemibungarus hatori
Hemibungarus hatori är en ormart som beskrevs av Takahashi 1930. Hemibungarus hatori ingår i släktet Hemibungarus och familjen giftsnokar. Inga underarter finns listade i Catalogue of Life.
Enligt Reptile Database ska arten flyttas till släktet Sinomicrurus. Ormen förekommer endemisk på Taiwan.